# Современное пятиборье на летних Олимпийских играх 1984

XXIII Олимпийские игры. Лос-Анджелес  США. 
Соревнования по современному пятиборью прошли в городе Лос-Анджелес, штат Калифорния с 29 июля по 1 августа 1984 года. На старт вышли 52 спортсмена из 18 стран мира, которые разыграли медали в личном зачёте. Золотые медали в командном первенстве оспаривали 17 команд (по 3 спортсмена в каждой команде).
Самый молодой участник: Алехандро Yrizar  Мексика(19 лет, 181 дней).
Самый старейший участник: Сэдзи Утида  Япония(35 лет, 35 дней).

## Бойкот Олимпийских игр 1984 года
Политическое противостояние СССР и США в канун Олимпиады обусловило решение Правительства СССР отказаться от участия в Олимпийских играх.
Летние Олимпийские игры 1984 года в Лос-Анджелесе бойкотировались всеми странами социалистического лагеря (кроме Румынии, Югославии и КНР). Социалистическая республика Румыния формально тоже присоединилась к бойкоту, но разрешила своим спортсменам поехать в США частным порядком. Официальной причиной ответного бойкота стал отказ организаторов Олимпиады-84 предоставить гарантии безопасности спортсменам из СССР и других стран Варшавского договора. Впрочем, многие западные наблюдатели и СМИ восприняли этот жест как ответ на предыдущий бойкот 1980 года и «доктрину Картера», предполагавшую недопущение внешних сил в Персидский залив и финансовую и военную помощь США афганским антисоветским повстанцам.
В октябре 1983, советская делегация во главе с тогдашним зампредседателя Спорткомитета СССР Анатолием Колесовым обнаружила ряд недоработок со стороны США, тревоживших советское спортивное и партийное руководство:
- делегации не разрешили лететь чартером «Аэрофлота»,
- не согласились принимать в порту Лос-Анджелеса теплоход «Грузия», плавучую олимпийскую базу сборной СССР,
- посольство США в Москве затребовало список всех спортсменов, хотя по правилам МОК участники Игр должны въезжать в страну не по визам, а по олимпийским удостоверениям,
- правительство США отказалось предоставить спортсменам соцстран письменные гарантии безопасности.

Одновременно с сообщением о решении СССР бойкотировать Игры было объявлено о проведении в девяти странах соцблока международных соревнований «Дружба-84», причём официально подчёркивалось, что «Дружба-84» не является альтернативой Олимпийским играм. Соревнования проводились во всех олимпийских видах спорта, кроме футбола и синхронного плавания, а также в трёх неолимпийских видах — самбо, теннисе и настольном теннисе. В «Дружбе-84» приняли участие спортсмены более 50 стран, как бойкотировавших Игры в Лос-Анджелесе, так и нет, было установлено несколько десятков мировых рекордов.
Таким образом в олимпийском турнире по современному пятиборью не смогли принять сильнейшие пятиборцы мира Советского Союза, Польши, Венгрии, ГДР и Чехословакии.

## Конкур. Coto de Caza Конный Центр
Состязания пятиборцев начались верховой ездой. Маршрут паркура состоял из 15 препятствий высотой до 120 см, среди которых наибольшую сложность представляли канава с водой, банкет и отвесные барьеры в двойной и тройной системах.
В полной мере осознали коварство маршрута и пережили досаду из-за потерянных очков француз Бузу (884 очка), финн Пелли (846), египтянин Нассер (728), швед Лампрехт (706 очков). С нулевой оценкой ушли с конкурного поля австралиец Эспозито, австрийцы Пирите, Лидерер и англичанин Соверби. Зато высокое мастерство управления лошадью продемонстрировали итальянцы Масала и Массулло, получившие максимальную сумму очков. Такой же результат (1100 очков) принесла в двух гитах лошадь по кличке Джим Денди англичанину Пфелпсу и японцу Араки. Безошибочно финишировал египтянин Эллебеди. В командном зачёте победили итальянцы (3240 очков).

## Фехтование
В фехтовальных поединках не было равных Ахиму Бельману из ФРГ, одержавшему 39 побед. На две победы меньше и 1022 очка у шведа Сванте Расмуссона, 978 очков у Поля Фура из Франции. После двух видов программы турнир возглавил Расмуссон, 33 очка уступал ему Масала и 79 Бельман.

## Плавание
Плавание, как и ожидалось, выиграл Христиан Сан-дов (ФРГ) с результатом 3мин 13,85с. Более 1300 очков получили ещё 7 спортсменов, среди которых оказались и лидеры соревнований.
Перед заключительным днём соревнований—стрельбой и бегом турнирное положение было следующим: Расмуссон—3403, Масала—3356, Пфелпс—3316, Фур—3222, Шторм (США)—3196 и Бельман—3184 очка.

## Стрельба
На следующий день пятиборцы продолжили борьбу в тире олимпийского стрельбища. Главное внимание здесь было приковано к противоборству лидеров, которые встречались в последней смене.
Точно поражает десятки Майкл Шторм и побеждает в этом виде—198 очков. Одно очко уступают ему французы Бузу, Фур и итальянец Массулло. Не выдерживает бремя лидерства Расмуссон, закончивший соревнования на 24-м месте (190 очков), не лучшим образом стреляет и Масала, но 193 очка позволяют ему ликвидировать разрыв с соперником и возглавить турнирную таблицу.

## Кросс
Перед заключительным испытанием—бегом с гандикапом, большинство знатоков не без оснований предпочтение отдавали шведскому многоборцу Расмуссону. В погоню за лидером он ушёл через 8,66 секунды, Фур через 15,33, Шторм через 16,66. Последним стартовал австрийский пятиборец Штоккер, у которого разница с первым стартующим составляла Юмин 23,33с.
С первых же метров упорная борьба завязалась между итальянским и шведским спортсменами. К середине дистанции Расмуссону удалось настичь Масалу и за 200 метров до финиша возглавить бег. До золотой олимпийской медали было, что называется, рукой подать. Но здесь шведского спортсмена подстерегла неудача. Чувствуя за спиной шаги и дыхание соперника, он оглянулся, в результате чего споткнулся и упал. Мимо него промчался Масала и под ликующие крики болельщиков к титулу чемпиона мира прибавил звание победителя Олимпиады. Серебряной медали удостоен Расмуссон, бронзовая награда у Массулло.
Что касается командного золота, то оно досталось итальянцам, опередившим сборную США и Франции.